# Бонансеа, Барбара
Барбара Бонансеа (итал. Barbara Bonansea; род. 13 июня 1991, Пинероло, Пьемонт) — итальянская футболистка, вингер туринского «Ювентуса» и сборной Италии. Лучшая футболистка чемпионата Италии 2016 года.

## Карьера

### Клубы
С 2006 по 2012 год выступала за «Торино», проведя более ста матчей в чемпионате Италии.
С 2012 по 2017 год играла за «Брешию». В составе команды по два раза выиграла чемпионат и Кубок Италии.
В 2017 году подписала контракт с «Ювентусом», дебютировавшим в женской серии А.
4 июня 2021 года продлила контракт с «Ювентусом», рассчитанный до конца 2022 года.

### Сборная
В составе национальной сборной дебютировала в матче отборочного турнира Евро-2013 против Греции.
В ходе отборочного турнира чемпионата мира 2015 забила семь мячей в шести матчах, сделав хет-трик в матче с Македонией.
Вошла в заявку сборной на чемпионат Европы 2017 года.
На мировом первенстве 2019 года, который проходил в июне во Франции, Барбара в первом матче сборной Италии против Австралии, проигрывая 0:1, забила два гола и установила окончательный победный результат для своей команды (2:1).

## Достижения

### «Брешиа»
- Чемпионка Италии: 2013/14, 2015/16
- Обладательница Кубка Италии: 2014/15, 2015/16
- Обладательница Суперкубка Италии: 2014, 2015, 2016

### «Ювентус»
- Чемпионка Италии: 2017/18, 2018/19, 2019/20, 2020/21, 2021/22
- Обладательница Кубка Италии: 2018/19, 2021/22
- Обладательница Суперкубка Италии: 2019, 2020/21, 2021/22

## Личная жизнь
Имеет экономическое образование.